# Феррейрус (Пернамбуку)
Феррейрус (порт. Ferreiros)  —  муниципалитет в Бразилии, входит в штат Пернамбуку. Составная часть мезорегиона Мата-Пернамбукана. Входит в экономико-статистический  микрорегион Мата-Сетентриунал-Пернамбукана. Население составляет 11 005 человек на 2007 год. Занимает площадь 74 км².
Праздник города — 20 декабря.

## История
Город основан в 1881 году.